# Lijfeigenschap
Lijfeigenschap is de situatie dat iemands lichaam wordt beschouwd als het eigendom van de heer (landsheer, heerser) van een bepaald gebied. Het is een vorm van horigheid die de slavernij dicht benadert. Het kwam in de Europese middeleeuwen veel voor.

## Beschrijving
De verschillende vormen van onvrijheid zijn niet altijd scherp van elkaar te onderscheiden. Pachterschap, deelpacht (pachtbetaling in natura), peonage, schuldslavernij, horigheid, lijfeigenschap en slavernij vloeien in elkaar over. Het verschil met slavernij is voornamelijk dat lijfeigenen een gezin konden stichten (wat met slaven lang niet altijd het geval was), een stukje land mochten bebouwen om hun gezin te voeden en niet zonder hun gezin en hun land konden worden verkocht.
Ook is het zo dat formele rechten vaak weinig zeggen. De formele rechtspositie van een boer in een bepaalde samenleving kan relatief goed zijn, maar als zijn landheer tevens de plaatselijke rechter is, zal de boer in de praktijk weinig mogelijkheden hebben om zijn rechten te doen gelden.
Ook de abdijen beschikten over lijfeigenen, die in dienst van de monniken werkten. Over het algemeen werden ze heel wat beter behandeld dan door feodale heren. Vandaar het gezegde "onder de kromstaf is het goed te leven". De abdijen verleenden ook sneller vrijheid aan hun onderhorigen.

## Oorsprong
Het is afkomstig van het leenstelsel dat in Europa bestond in de periode 500-1500 jaar n.Chr. Grond werd door leenheren toebedeeld aan leenmannen, in ruil voor een verplichting van persoonlijke trouw, militaire bijstand en belastinginkomsten. De leenman had boeren nodig om de grond te bewerken. Was de boer niet vrij om te vertrekken bij de leenman dan waren zij horigen. Horigheid was enigszins wederkerig, de boer had verplichtingen aan de leenman, maar de leenman op zijn beurt aan zijn horigen. Terwijl de horige in theorie het land dat hij bewerkte bezat, waren er ook niet-vrije boeren die géén eigendom hadden: de lijfeigene.
Zo ongeveer ten oosten van de rivier de Elbe werd de lijfeigenschap later ingevoerd maar bleef ook langer in stand. Markant gevolg is dat er weinig trek naar de steden was in die gebieden en de verstedelijking minder was dan ten westen van de Elbe. Dit waren relatief dunbevolkte gebieden en de landeigenaren waren daardoor extra gemotiveerd om de boeren aan het land binden zodat ze verzekerd waren van arbeidskrachten.

## Afschaffing
In 1781 schafte keizer Jozef II de lijfeigenschap af in het Heilige Roomse Rijk. Dit hield onder meer in, zoals in het keizerlijk besluit werd vermeld, dat iedereen het recht had:
- te huwen, op voorwaarde dat hij de ambtenaren van de burgerlijke stand hiervan akte liet opstellen;
- zijn meester te verlaten en elders werk te zoeken;
- een ambacht te leren naar zijn keuze;
- de karweien werden afgeschaft.

In Nederland en België verdween tussen 1794 en 1798 de lijfeigenschap. In Nederland werd formeel de erfelijke horigheid afgeschaft bij de staatsregeling van 1798.
In het Keizerrijk Rusland werd de lijfeigenschap door tsaar Alexander II afgeschaft op 3 maart 1861. Hij stond hierna bekend als de ‘bevrijder van Rusland’. Bijna 200 jaar daarvoor kreeg de landeigenaar via een speciale wet volledige zeggenschap over het leven van de boeren die op zijn land werkten. Hij bepaalde met wie de boeren mochten trouwen en wie vluchtte werd teruggehaald. Op het helpen van een gevluchte lijfeigene stonden zware straffen. Alexander II moest rekening houden met de belangen van de landeigenaren en de lijfeigenen. De adel mocht een derde van de grond behouden en de rest werd verdeeld onder de ex-lijfeigenen. Voor het land moesten de boeren wel betalen om de adel financieel te compenseren voor hun verlies. De staat schoot het bedrag voor, zodat de voormalige landeigenaar direct zijn geld kreeg. De boer moest de lening in maximaal 49 jaar terugbetalen. Zolang de lening niet volledig was afgelost, mocht hij zijn dorp niet verlaten zonder toestemming. De rol van de adel werd deels overgenomen door de commune van boeren. Ze kozen leiders uit hun midden en de commune kreeg een beperkte mate van zelfbestuur. De boeren werden collectief verantwoordelijk voor de afdracht van belastingen die de leiders zo goed mogelijk over de individuele boeren verdeelden. De bevrijding leidde tot veel ontevredenheid, de adel verloor de lijfeigenen en vond de compensatie onvoldoende; de boeren moesten de hoge leningen aflossen en hielden weinig over om van te leven. Pas onder druk van de Revolutie van 1905 werden de laatste aflossingen in 1907 kwijtgescholden. Dat jaar maakten de Landbouwhervormingen van Stolypin ook een einde aan het collectivisme van de dorpsgemeenschappen waarin de voormalige lijfeigenen terecht waren gekomen.

## Verdingung
In Zwitserland bestond tussen 1800 en 1950 een systeem waar weeskinderen en kinderen uit uiteengevallen families als rechtelozen werden aangeboden aan belangstellenden (tot 1900 op speciale Verding-markten). De toeslag kreeg degene, die het laagste kostgeld verlangde. In andere gevallen werden zij door loting toegewezen aan welgestelde families, die verplicht waren de kinderen op te nemen, of ze dit nu wilden of niet. Een groot aantal van deze Verding-kinderen belandde bij boerenfamilies, waar zij misbruikt werden voor het verrichten van dwangarbeid.